# Kanal Sergutjskij
Kanal Sergutjskij (ryska: Канал Сергучский) är en kanal i Belarus. Den ligger i den norra delen av landet, 90 km nordost om huvudstaden Minsk.
I omgivningarna runt Kanal Sergutjskij växer i huvudsak blandskog. Runt Kanal Sergutjskij är det ganska tätbefolkat, med 54 invånare per kvadratkilometer.